# Dave Hill (gitarist)
David John Hill (Holbeton, 4 april 1946) is een Britse rockgitarist, die bekend werd als gitarist bij de glamrockband Slade. Hij staat ook bekend om zijn flamboyante podiumkleding en kapsel.

## Biografie
Dave Hill is de zoon van een monteur en verhuisde met zijn ouders naar Penn (West Midlands), Wolverhampton toen hij een jaar oud was. Daar bezocht hij de Springdale Junior school en Highfields Secondary school. Hij kocht zijn eerste gitaar uit een postordercatalogus en kreeg wat gitaarles van een wetenschapsleraar op zijn school. Hij formeerde toen de band The Young Ones met enkele schoolvrienden. Hij werkte meer dan twee jaar op een kantoor voor Tarmac Limited nadat hij de school had verlaten.
Hill speelde oorspronkelijk met drummer Don Powell in de band The Vendors, wiens naam vervolgens werd veranderd in The N 'Betweens. Het paar ontmoette toen bassist Jim Lea en zanger Noddy Holder, waarna Slade werd geboren. Hoewel Hill linkshandig is, speelde en speelt hij nog steeds rechtshandig gitaar. Hills bekendste gitaar was de "John Birch Superyob", die in 1973 werd gebouwd. De gitaar werd gebruikt door Madness-gitarist Chris Foreman in de video voor de Madness-song Shut Up en is nu eigendom van Marco Pirroni van Adam & the Ants.
Zijn kostuums en capriolen veroorzaakten enige wrijving met de serieuzere Lea. Dit leidde tot een confrontatie in een BBC-kleedkamer voor een opname van Top of the Pops, waar Hill reageerde op de kritiek van de band op zijn jurk door te zeggen: Je schrijft ze Jim, ik verkoop ze!. Hoewel hij beroemd was om zijn kapsel, schoor hij in 1977 zijn hele hoofd volledig kaal en hield dat zo, voordat hij zijn kenmerkende kapsel een paar jaar later liet groeien. In 1983 werkten zowel Hill als Powell aan een Dave Hill-solo-project met lokale muzikanten in het Midlands-gebied. In 1984 was het project nog niet voltooid. De toenmalige redacteur Haden Donovan van de Slade-fanclub, beschreef het project als zeer interessant en zeer on-Slade-achtig. In 1989 vormde Hill zijn eigen band Blessings in Disguise. Deze bevatte Holder, ex-Wizzard-toetsenist Bill Hunt, Craig Fenney en Bob Lamb. De debuutsingle, uitgebracht in 1989 voor de kerstmarkt, was de balladcover Crying in the Rain van The Everly Brothers met Holder opgesteld voor zang, ondersteund door de Hill/Hunt-compositie Wild Nights. Het record was een commerciële mislukking. De band nam ook een cover op van het Elvis Presley-nummer A Fool Such As I, dat niet werd uitgebracht.
Hill was aanwezig bij de lancering van een oproep van £ 2 miljoen om fondsen te werven voor het Queen Alexandra College for the Blind in Birmingham. Daar hoorde hij de song A Chance to Be, gezongen door blinde en slechtziende kinderen. Hill was zo ontroerd door de gelegenheid dat hij ermee instemde om op te treden en de opname van het nummer te produceren. De twee schrijvers van het lied waren medewerkers van het instituut, Daniel Somers en Colin Baines. Hills bandnaam Blessings in Disguise werd gekozen als bandnaam en de single bevatte ex-Shakatak-zangeres Norma Lewis in plaats van Holder. De B-kant was het nummer You're the Reason that I'm Strong, geschreven door Hill. Het was de laatste opname van de band en werd uitgebracht in 1991. Slade ging uiteindelijk uit elkaar in 1992, maar Hill besloot de band voort te zetten als Slade II. Don Powell voegde zich bij hem en de band is tot op de dag van vandaag doorgegaan met verschillende bezettingen. In 1997 werd de naam Slade II teruggebracht tot Slade. De band bracht in 1994 het album Keep on Rockin' uit, dat ook opnieuw is verpakt als Superyob en ook als Cum on Let's Party!

## Privéleven
Naast de verwijzingen naar "Superyob" hierboven, gebruikte Hill sinds jonge leeftijd het nummerbord "YOB 1" op zijn auto's. Hill trouwde in de jaren 1970 met zijn vrouw Jan in Mexico-Stad en ze hebben drie kinderen: Jade, Bibi en Sam. Ze wonen in Lower Penn, Staffordshire, waar Hill af en toe muziekles geeft aan de Lower Penn School en Penn Hall School. In 2010 kreeg Hill tijdens een concert in Neurenberg in Duitsland een beroerte, waarvan hij herstelde om door te gaan met toeren en opnemen. In december 2016 werd Hill neergehaald door een fietser in Brighton. Hij hield er een gebroken elleboog aan over en Slade stopte shows die gepland waren voor begin 2017.

## Autobiografie
Hill publiceerde zijn autobiografie So Here It Is: The Autobiography in november 2017. Hill had voor het eerst het idee aangekondigd om begin jaren 1990 een biografie uit te brengen. In een interview uit 1992 met de Slade-fanclub zei hij: Ik benaderde John Ogden van de Wolverhampton Express en Star om een aantal van mijn ervaringen en verhalen op te schrijven, om te zien of er een boek kon worden geproduceerd dat vermakelijk en grappig zou zijn.
Later in november 2016 kondigde Hill aan dat hij bezig was met het schrijven van een autobiografie, met een mogelijke publicatie in 2017 via Unbound, op voorwaarde dat het de online belofte zou bereiken. Hij onthulde: "Ik heb mijn autobiografie geschreven voor mijn fans en voor mijn familie, vooral voor mijn kleinkinderen. Ik heb veel grappige verhalen maar ook enkele andere die laten zien dat mijn leven niet helemaal rock-'n-roll is geweest. So Here It Is: The Autobiography is uitgebracht op 16 november 2017. Noddy Holder gaf het voorwoord en Noel Gallagher het nawoord.
- International Standard Name Identifier: 0000 0001 1458 5263
- Library of Congress Control Number: nb2010032983
- MusicBrainz: f5748a45-0e0e-47ae-8e16-617ffda2e3d8
- Nationale Bibliotheek van Tsjechië: ola2002152238
- Istituto Centrale per il Catalogo Unico: DDSV159419
- Virtual International Authority File: 164558916
- WorldCat: E39PBJhGYcQ9g9rwfGhCxwrpfq